# Лю Чжао
Лю Чжао (кит.: 劉肇; 79 — 13 лютого 106) — 4-й імператор династії Пізня Хань у 88—106 роках. Храмове ім'я Му-цзун. Посмертне ім'я Хо-ді (іноді перекладається як Хе-ді).

## Життєпис
Походив з імператорського роду Лю. Син Лю Да. Із самого народження був у центрі інтриг наложниць, кожна з яких бажали зробити власного сина спадкоємцем трону. У ході боротьби у 83 році Лю Чжао оголошується спадкоємцем імператора, але його родина загинула. Після смерті у 88 році Лю Да, стає новим імператором.
З огляду на малолітство нового володаря владу перебрала імператриця Доу разом із своїми братами. Поступово найвпливовішим з них стає Доу сянь, який фактично перебрав владу на себе. Разом з цим у 89 та 91 роках він здійснив низку успішних походів проти північних хунну.
У 92 році євнух Чжен Чжун звинуватив Доу Сяня у чаклунстві з метою усунення імператора. Це стало приводом для скасування регентства та повалення влади роду Доу. Зрештою Доу Сянь наклав на себе руки, а його сини та брати були страчені. Багато чиновників, серед яких Бань Ґу, були звільнені або заслані у віддалені провінції.
З цього моменту все більшу владу здобувають євнухи, що у свою чергу призводило до посилення корупції. Втім центральний уряд ще продовжував ефективно працювати. Хо-ді намагався розширити вплив Китаю далі на захід. Це здавалося можливим в умовах приборкання північних хунну. У 97 році відбулася невдала спроба встановити посольські стосунки з Римською імперією (посол Гань Ін не добрався до кордонів Риму).
Посилилися повстання у підлеглих землях. У 93, 98 та 100 роках повставали племена цян. Їх зрештою вдалося приборкати. У 102 році внаслідок повстання були втрачені землі в областях Сіюй (сучасний Сіньцзян).
Наприкінці правління поринув у придворні чвари між своїми дружинами. Внаслідок цього у 102 році загинув рід імператриці Ін, а новою імператрицею стала представниця роду Ден. У 105 році імператор помер, не визнавши спадкоємця трону. Вирішенням цього зайнялась імператриця Ден, яка оголосила молодшого сина Хо-ді — Лю Луна — новим імператором.